# Kołątajew
Kołątajew is een plaats in het Poolse district  Ostrowski (Groot-Polen), woiwodschap Groot-Polen. De plaats maakt deel uit van de gemeente Ostrów Wielkopolski en telt 807 inwoners.